# Fayzabad, Badakhshan
Fayzabad (cũng viết Feyzabad, Fazelabad hoặc Faizabad) (tiếng Ba Tư: فيض آباد, tiếng Pashtun: فيض آباد) là thủ phủ của tỉnh và thành phố lớn nhất Badakhshan, nằm phía bắc Afghanistan, với khoảng 50,000 người. Nó nằm ở quận Fayzabad và ở độ cao 1.200 m. (3,937 ft.)
Nó nằm ở phía đông bắc của Afghanistan, trên sông Kokcha. Đây là trung tâm thương mại và hành chính chủ yếu của khu vực Pamir.

## Địa lý

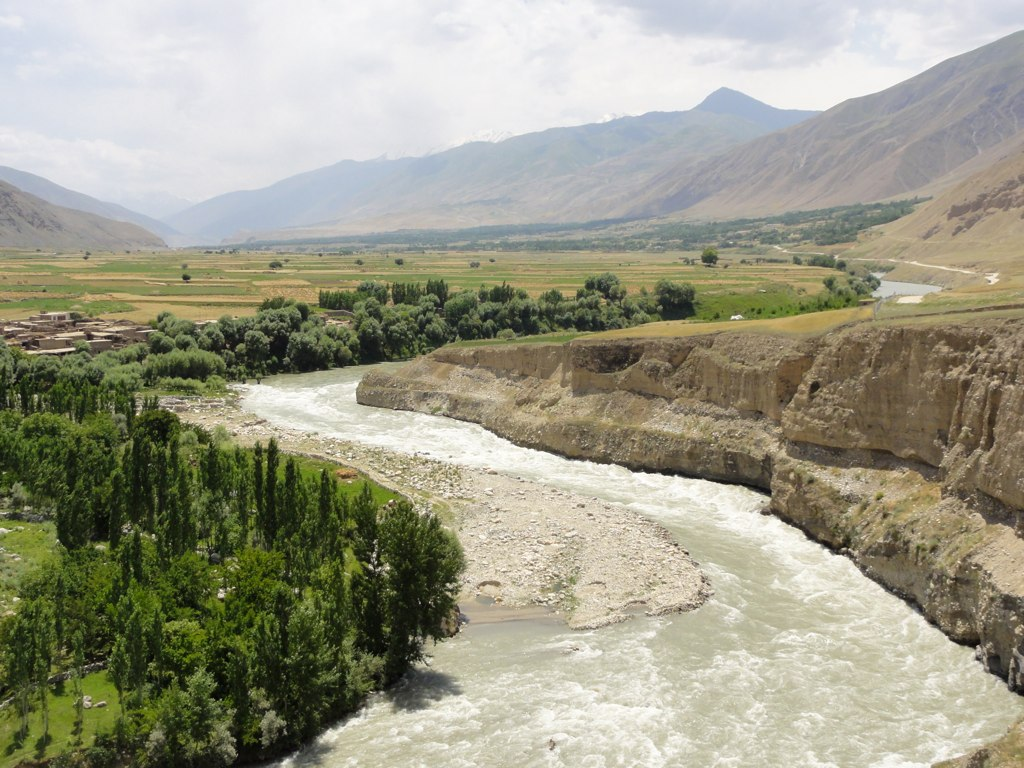
Sông Kokcha ở Badakhshan của Afghanistan

Thành phố nằm trên bờ phải của sông Kokcha gần nơi con sông chảy ra từ một hẻm núi và trước khi nó chảy đến một đồng bằng rộng lớn.

## Khí hậu
Fayzabad có một khí hậu cận nhiệt đới ẩm (phân loại khí hậu Koppen  CFA ). Nó có, mùa hè khô nóng và lạnh, mùa đông vừa ướt. Lượng mưa chủ yếu rơi vào mùa xuân và mùa đông.
| Dữ liệu khí hậu của Fayzabad            | Dữ liệu khí hậu của Fayzabad | Dữ liệu khí hậu của Fayzabad | Dữ liệu khí hậu của Fayzabad | Dữ liệu khí hậu của Fayzabad | Dữ liệu khí hậu của Fayzabad | Dữ liệu khí hậu của Fayzabad | Dữ liệu khí hậu của Fayzabad | Dữ liệu khí hậu của Fayzabad | Dữ liệu khí hậu của Fayzabad | Dữ liệu khí hậu của Fayzabad | Dữ liệu khí hậu của Fayzabad | Dữ liệu khí hậu của Fayzabad | Dữ liệu khí hậu của Fayzabad |
| Tháng                                   | 1                            | 2                            | 3                            | 4                            | 5                            | 6                            | 7                            | 8                            | 9                            | 10                           | 11                           | 12                           | Năm                          |
| --------------------------------------- | ---------------------------- | ---------------------------- | ---------------------------- | ---------------------------- | ---------------------------- | ---------------------------- | ---------------------------- | ---------------------------- | ---------------------------- | ---------------------------- | ---------------------------- | ---------------------------- | ---------------------------- |
| Cao kỉ lục °C (°F)                      | 19.6 (67.3)                  | 20.5 (68.9)                  | 28.0 (82.4)                  | 33.2 (91.8)                  | 37.5 (99.5)                  | 41.4 (106.5)                 | 42.6 (108.7)                 | 41.2 (106.2)                 | 36.8 (98.2)                  | 34.2 (93.6)                  | 29.0 (84.2)                  | 21.4 (70.5)                  | 42.6 (108.7)                 |
| Trung bình ngày tối đa °C (°F)          | 6.0 (42.8)                   | 8.2 (46.8)                   | 14.3 (57.7)                  | 21.3 (70.3)                  | 25.1 (77.2)                  | 31.6 (88.9)                  | 35.7 (96.3)                  | 34.9 (94.8)                  | 29.9 (85.8)                  | 23.1 (73.6)                  | 15.9 (60.6)                  | 9.7 (49.5)                   | 21.3 (70.4)                  |
| Trung bình ngày °C (°F)                 | −0.1 (31.8)                  | 2.0 (35.6)                   | 7.7 (45.9)                   | 14.1 (57.4)                  | 17.6 (63.7)                  | 23.7 (74.7)                  | 27.1 (80.8)                  | 25.7 (78.3)                  | 20.3 (68.5)                  | 14.2 (57.6)                  | 7.5 (45.5)                   | 2.7 (36.9)                   | 13.5 (56.4)                  |
| Tối thiểu trung bình ngày °C (°F)       | −4.3 (24.3)                  | −1.2 (29.8)                  | 2.4 (36.3)                   | 8.0 (46.4)                   | 10.6 (51.1)                  | 13.9 (57.0)                  | 16.8 (62.2)                  | 15.5 (59.9)                  | 10.3 (50.5)                  | 6.3 (43.3)                   | 1.5 (34.7)                   | −1.9 (28.6)                  | 6.5 (43.7)                   |
| Thấp kỉ lục °C (°F)                     | −23.5 (−10.3)                | −24.5 (−12.1)                | −10.5 (13.1)                 | −4.0 (24.8)                  | 1.1 (34.0)                   | 6.6 (43.9)                   | 9.0 (48.2)                   | 8.0 (46.4)                   | 2.0 (35.6)                   | −2.9 (26.8)                  | −8.8 (16.2)                  | −17.2 (1.0)                  | −24.5 (−12.1)                |
| Lượng Giáng thủy trung bình mm (inches) | 49.4 (1.94)                  | 65.0 (2.56)                  | 91.9 (3.62)                  | 97.9 (3.85)                  | 77.0 (3.03)                  | 8.2 (0.32)                   | 5.8 (0.23)                   | 1.0 (0.04)                   | 1.5 (0.06)                   | 23.4 (0.92)                  | 29.7 (1.17)                  | 34.1 (1.34)                  | 484.9 (19.08)                |
| Số ngày mưa trung bình                  | 3                            | 6                            | 11                           | 14                           | 12                           | 4                            | 2                            | 0                            | 1                            | 4                            | 4                            | 4                            | 65                           |
| Số ngày tuyết rơi trung bình            | 9                            | 7                            | 3                            | 0                            | 0                            | 0                            | 0                            | 0                            | 0                            | 0                            | 1                            | 4                            | 24                           |
| Độ ẩm tương đối trung bình (%)          | 79                           | 76                           | 71                           | 67                           | 61                           | 43                           | 30                           | 28                           | 33                           | 46                           | 64                           | 72                           | 56                           |
| Số giờ nắng trung bình tháng            | 117.3                        | 116.7                        | 149.2                        | 186.2                        | 256.9                        | 313.6                        | 324.5                        | 305.2                        | 279.1                        | 224.2                        | 176.4                        | 127.3                        | 2.576,6                      |
| Nguồn: NOAA (1964-1983)                 |                              |                              |                              |                              |                              |                              |                              |                              |                              |                              |                              |                              |                              |

## Kinh tế
Fayzabad lịch sử đã được tương đối cô lập từ các bộ phận khác của đất nước vì thiếu đường trải nhựa. Có hai chợ hoạt động trong thành phố nơi các mặt hàng đa dạng như bông, vải bông và hàng hóa, muối, đường, trà, chàm và dao kéo đang được giao dịch. Đã hai năm kể từ đường trải nhựa đường vành đai của Afghanistan nối tới Fayzabad. Các chi phí của các đường kết nối Taluqan và Fayzabad khoảng 200 triệu USD được tài trợ bởi USAID.
Một số giống cây công nghiệp được trồng trong vùng lân cận bao gồm lúa mạch, lúa mì và gạo và có một số vườn và vườn cây ăn trái. Hiện đã có một số thành công trong khai thác mỏ sa khoáng trong vùng lân cận, beryl có thể được tìm thấy và có một mỏ muối nằm gần đó. Thành phố còn có một ngành công nghiệp tiểu thủ công nghiệp sản xuất hàng dệt len và có bột mì và gạo các nhà máy. Có một nhà máy điện làm việc trong thành phố và có tiềm năng đáng kể cho sự mở rộng của thủy điện tại đây.

## Nhân khẩu học

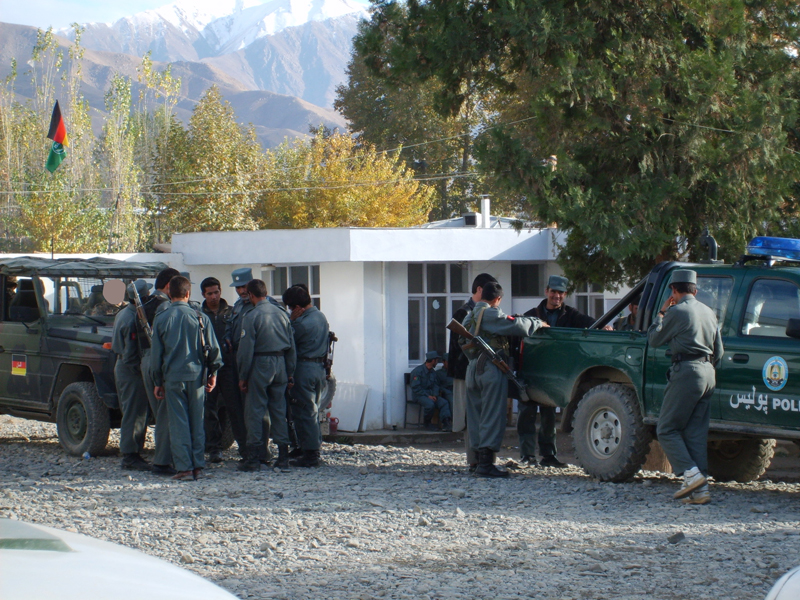
Lính Đức của ISAF với Cảnh sát Quốc gia Afghanistan (ANP) tại Fayzabad.

Phần lớn các cư dân là người Tajik, trong khi cũng có các cộng đồng dân tộc thiểu số khác như Ba Tư, Khowar, Pamir, Uzbek, Hazara và Turkmen.
Mười hai ngôn ngữ được nói trong thành phố, bao gồm Dari (Ba Tư), Khowar, Wakhi, Munji, Pashto, Ishkashimi, Yazgulyam, Sarikoli, Shughni, Rushani, Uzbek và Turkmen.

## Lịch sử
Thành phố được gọi là Jauz Gun cho đến năm 1680 vì số lượng của các loại hạt ("jauz") trong khu vực. Cái tên được thay đổi để Faizabad, mà có thể được tạm dịch là "nơi ở của tiền thưởng của Thiên Chúa, chúc tụng, và bác ái", khi chiếc áo choàng của Muhammed đã được chuyển tới thành phố. Truyền thống nói rằng nó đã được mang tới đây bởi Muhammad Shaykh Ziya và Shaykh Niyaz sau Wais Qur'an đã mang nó đến Balkh.
Lúc đó thành phố thay thế Munjan là thủ đô của Badakhshan. Sau đó, năm 1768, Ahmad Durrani mất chiếc áo choàng để Kandahar, và thành lập Nhà thờ Hồi giáo của Cloak của nhà tiên tri Mohammed vào năm 1695 (SCN). Các Sáhibzádas của Samarkand loại bỏ các di tích của tiên tri từ thủ đô năm 1734 (SCN). quần áo của mình mà đến từ sự vận động của Thổ Nhĩ Kỳ, được chụp bởi Temorlane đến Samarkand. Trong khi các di tích đã được chuyển tải đến Ấn Độ nó đã được bắt Mir Yar Beg người gửi nó ở Fayzabad.
Nhiều du khách thường lui tới một ngôi đền được xây dựng trong thành phố. Các Khoja cộng đồng của Badakhshan đã được thực hiện tiếp viên tại các đền thờ.
Có bảy pháo đài lịch sử trong và xung quanh thành phố, một số trong số đó là trong đống đổ nát. Những pháo đài được xây dựng để giúp bảo vệ các thành phố hoặc các tuyến đường dẫn vào và ra.
Năm 1979 thành phố đã trở thành một điểm nóng của du kích nhóm như Afghanistan tìm cách đẩy lùi Xô xâm lược. Fayzabad được thực hiện bởi các lực lượng của Liên Xô vào năm 1980 và đã trở thành một cơ sở cho các đơn vị đồn trú của Liên Xô.
Nhiều tổ chức NGO làm việc tại tỉnh Badakhshan đã đặt trụ sở chính của họ trong phần mới của thành phố. Gần thành phố Đức đang dẫn đầu đội tái thiết tỉnh. Đan Mạch và Cộng hòa Séc đội đã là một phần của PRT nhưng người Séc còn lại trong năm 2007 và Đan Mạch vào năm 2008. Các trại được dựa vào một đường băng cũ của Nga.

## Nền văn hóa
Có một số nhà thờ Hồi giáo và đền thờ lịch sử quan trọng trong thành phố.

## Các dịch vụ công cộng
Thành phố có nhiều trường trong đó một trường học dành cho nữ sinh. Ngoài ra còn có một bệnh viện nhà nước ở tỉnh. Có một số nhà nghỉ bình thương mại trong thành phố, Qasre Kokcha Hotel là tốt nhất trong số họ trong đó có an ninh, hệ thống sưởi ấm trung tâm, điện và internet. Ngoài ra còn có một nhà khách gọi Lapis Lazuli cho nước ngoài.